# Ultraleicht (Lied)
Ultraleicht ist ein Lied des deutschen Popsängers Andreas Bourani. Das Stück ist die dritte Singleauskopplung aus seinem zweiten Studioalbum Hey.

## Entstehung und Artwork
Geschrieben wurde das Lied von Andreas Bourani, Julius Hartog und Jasmin Shakeri. Aufgenommen, gemischt und produziert wurde die Single von Peter “Jem” Seifert in den Blacksheep-Studios; als Koproduzenten standen ihm Bourani und Hartog zur Seite. Gemastert wurde das Stück im Düsseldorfer Blacksheep-Studio unter der Leitung von Jem sowie unter der Leitung von Kai Blankenberg von der Skyline Tonfabrik. Die Single wurde unter dem Musiklabel Vertigo Berlin veröffentlicht und durch Universal Music Publishing vertrieben. Auf dem blau gehaltenen Cover der Maxi-Single ist – neben Künstlernamen, -Logo und Liedtitel – Bourani, stark gegen eine fiktive Wand anlehnend, zu sehen. Geschossen wurde das Coverbild von Dirk Rudolph und Harald Hoffmann und von Büro Dirk Rudolph designt.

## Veröffentlichung und Promotion
Die Erstveröffentlichung von Ultraleicht erfolgte am 9. Mai 2014 bei Vertigo Berlin, als Teil von Bouranis zweiten Studioalbum Hey (Katalognummer: 060253781558). Am 3. Juli 2015 erschien das Lied als dritte Singleauskopplung aus dem Album. Diese erschien zunächst als Download. Die Veröffentlichung eines physischen Tonträgers folgte eine Woche später am 10. Juli 2015 im deutschsprachigen Raum. Das Single als Einzeldownload oder Maxi-Single erhältlich. Die Maxi-Single beinhaltet neben der Radioversion drei weitere Remixe als B-Seite. Eine Liveversion von Ultraleicht, die Bourani zusammen mit der deutschen Sängerin Elif bei den MTV Live Sessions in Hamburg sang, wurde bereits auf der vorangegangenen Single Auf anderen Wegen als B-Seite veröffentlicht.
Remixversionen
- Ultraleicht (Achtabahn Remix)
- Ultraleicht (Calyre & Kaind Remix)
- Ultraleicht (Shuko & Freedo Remix)

Um das Lied zu bewerben, folgte unter anderem ein Liveauftritt zur Hauptsendezeit bei Sing meinen Song – Das Tauschkonzert, sowie ein Liveauftritt mit einer Akustikversion beim Kölner Treff.

## Inhalt
Der Liedtext zu Ultraleicht ist in deutscher Sprache verfasst. Die Musik und der Text wurden gemeinsam von Andreas Bourani, Julius Hartog und Jasmin Shakeri geschrieben. Musikalisch bewegt sich das Lied im Bereich der Popmusik. Neben dem Hauptgesang von Bourani, sind im Hintergrund die Stimmen von Bourani und Hartog zu hören. Die Instrumente wurden von Jan Alnoch (Perkussion), Jürgen Dahmen (Orgel), Julius Hartog (Gitarre, Keyboard und Klavier), Jem (Bass und Keyboard) und Tim Lorenz (Perkussion und Schlagzeug) eingespielt.

„Mit dir, mit dir, mit dir,
fühl’ ich mich ultraleicht.
Mit dir, mit dir, mit dir,
fühl’ ich mich ultraleicht.“

Bourani selbst beschrieb Ultraleicht in einem Track-by-Track seines Albums Hey mit folgenden Worten: „In Ultraleicht geht es darum jemanden zu finden, mit dem man sich sehr verbunden fühlt. Ich habe so jemanden kennengelernt und sie hatte so eine Leichtigkeit, die total auf mich abgefärbt hat.“ Die Universal Music Group beschrieb den Inhalt des Liedes als: „Unbeschwertheit des Zusammenseins zweier Menschen.“

## Musikvideo
Das schwarz-weiße Musikvideo zu Ultraleicht wurde in Hamburg-Eimsbüttel gedreht und feierte am 22. Mai 2015, auf YouTube, seine Premiere. Zu Beginn ist ein Blick über Hamburg zu sehen, ehe das Bild sich Richtung Bourani begibt. Danach ist größtenteils Bourani zu sehen, der singend durch die Osterstraße im Hamburger Stadtteil Eimsbüttel wandert und dabei allerlei Menschen beobachtet. Des Öfteren fällt sein Hauptaugenmerk auf eine Taube. Am Ende des Videos fliegt diese hoch in den Himmel und Bourani hebt ebenfalls ab und folgt ihr. Das Video endet wie es begonnen hat mit einem Blick über Hamburg. Das Besondere im Video ist, dass Bourani sich in normaler Geschwindigkeit bewegt, die Umwelt um ihn herum jedoch größtenteils in Zeitlupe. Die Gesamtlänge des Videos beträgt 3:51 Minuten. Wie bei den vorangegangenen Singles Auf uns und Auf anderen Wegen führte wieder Kim Frank Regie.

## Mitwirkende
| Liedproduktion - Jan Alnoch: Perkussion - Kai Blankenberg: Mastering - Andreas Bourani: Gesang, Hintergrundgesang, Komponist, Liedtexter, Koproduzent - Jürgen Dahmen: Orgel - Julius Hartog: Gitarre, Hintergrundgesang, Keyboard, Klavier, Komponist, Liedtexter, Koproduzent - Tim Lorenz: Perkussion, Schlagzeug - Peter “Jem” Seifert: Abmischung, Bass, Keyboard, Mastering, Musikproduzent - Jasmin Shakeri: Komponist, Liedtexter Artwork - Kim Frank: Regisseur (Musikvideo) - Harald Hoffmann: Fotograf (Cover) - Dirk Rudolph: Artwork, Fotograf (Cover) | Unternehmen - Blacksheep-Studio: Abmischung, Mastering, Produktion - Skyline Tonfabrik: Mastering - Universal Music Publishing: Vertrieb - Vertigo Berlin: Musiklabel |

## Kommerzieller Erfolg

### Chartplatzierungen
Ultraleicht erreichte in Deutschland Position 45 der Singlecharts und konnte sich insgesamt zwölf Wochen in den Charts platzieren. In Österreich erreichte die Single in einer Chartwoche Position 71 und in der Schweiz ebenfalls in einer Chartwoche Position 50. Für Bourani als Interpret ist dies jeweils der neunte Charterfolg in Deutschland und Österreich, sowie der sechste in der Schweiz. Für Bourani als Autor ist dies der neunte Charterfolg in Deutschland, sowie der elfte in Österreich und der siebte in der Schweiz.
| ChartsChartplatzierungen | Höchstplatzierung | Wochen |
| ------------------------ | ----------------- | ------ |
| Deutschland (GfK)        | 45 (12 Wo.)       | 12     |
| Österreich (Ö3)          | 71 (1 Wo.)        | 1      |
| Schweiz (IFPI)           | 50 (1 Wo.)        | 1      |

### Auszeichnungen für Musikverkäufe
Im Juni 2018 wurde Ultraleicht in Deutschland mit einer Goldenen Schallplatte für über 200.000 verkaufte Exemplare ausgezeichnet.

| Land/Region        | Auszeichnungen für Musikverkäufe (Land/Region, Auszeichnung, Verkäufe) | Verkäufe |
| ------------------ | ---------------------------------------------------------------------- | -------- |
| Deutschland (BVMI) | Gold                                                                   | 200.000  |
| Insgesamt          | 1× Gold ·                                                              | 200.000  |